# Андора на Светском првенству у атлетици у дворани 2012.
Андора је учествовала на Светском првенству у атлетици у дворани 2012. одржаном у Истанбулу од 9. до 11. марта. Ово је њено осмо учешће на светским првенствима. Репрезентацију Андоре представљало је двоје такмичара (1 мушкарац и 1 жена), који су се такмичили у трци на 60 метара.
Андора није освојила ни једну медаљу нити је постигнут неки рекорд.

## Учесници
| Мушкарци: - Микел де Са — 60 м | Жене: - Anna Sirvent — 60 м |  |

## Резултати

### Мушкарци
| Атлетичар   | Дисциплина | Лични рекорд | Квалификација | Квалификација | Полуфинале           | Полуфинале           | Финале               | Финале       | Детаљи |
| Атлетичар   | Дисциплина | Лични рекорд | Резултат      | Место         | Резултат             | Место                | Резултат             | Место        | Детаљи |
| ----------- | ---------- | ------------ | ------------- | ------------- | -------------------- | -------------------- | -------------------- | ------------ | ------ |
| Микел де Са | 60 м       | 7,32         | 7,51          | 6. у гр. 5    | Није се квалификовао | Није се квалификовао | Није се квалификовао | 51 / 57 (61) |        |

### Жене
| Атлетичарка  | Дисциплина | Лични рекорд | Квалификација | Квалификација | Полуфинале            | Полуфинале            | Финале                | Финале       | Детаљи |
| Атлетичарка  | Дисциплина | Лични рекорд | Резултат      | Место         | Резултат              | Место                 | Резултат              | Место        | Детаљи |
| ------------ | ---------- | ------------ | ------------- | ------------- | --------------------- | --------------------- | --------------------- | ------------ | ------ |
| Anna Sirvent | 60 м       | 8,23         | 8,37          | 8. у гр. 4    | Није се квалификовала | Није се квалификовала | Није се квалификовала | 55 / 62 (63) |        |